# 徳欽県
徳欽県（とくきんけん、デチェン県）は中華人民共和国雲南省デチェン・チベット族自治州の県。チベットではカム地方に分類される。デチェン・チベット族自治州を構成する2行政区（シャングリラ市、維西リス族自治県）と共に国家級貧困県に指定されている。

## 地理
徳欽は雲南省北西部、四川省に隣接した三江併流地域に位置し、郊外に瀾滄江（チベット名ザチュ河、メコン川の上流）が流れている。古くは茶馬古道の要衝であり、現在は明永氷河や梅里雪山、白茫雪山を観光するときの拠点となっている。

## 歴史
1372年から1508年にかけて徳欽は招討司の磨几勘（マルカム）と万戸府（パタン）の管轄区とされていた。1509年、ナシ族のジャン王木定による統治が開始されたが、1639年にチベット全土の征服を進めていたオイラト族ホシュート部のグーシ・ハーンが南下して木氏を倒し、その支配下に置かれた。
1648年から1660年にかけ、徳欽はチベットの支配を受けるようになったが、1719年（康熙58年）、巴塘は清朝の冊封を受け正、副土司が任命されるようになった。更に雍正のチベット分割で1727年（雍正5年）には雲南と西蔵の境界を定め、徳欽は雲南省に帰順するようになった。
中華民国が成立すると1915年に墩子行政委員会が設置、1935年にはチベット語の寺院の当て字である徳欽が採用され徳欽政治局に解消された。チベットを「解放」した中華人民共和国は1952年5月に徳欽蔵族自治区を設置、1955年に徳欽県に改称され現在に至っている。

## 行政区画
| 区分   | 数 | 名称                      |
| ------ | -- | ------------------------- |
| 鎮     | 2  | 昇平 奔子欄               |
| 郷     | 4  | 仏山 雲嶺 燕門 羊拉       |
| 民族郷 | 2  | 拖頂リス族郷 霞若リス族郷 |

## 交通

### 道路
- 国道
  -  G214国道

## 健康・医療・衛生

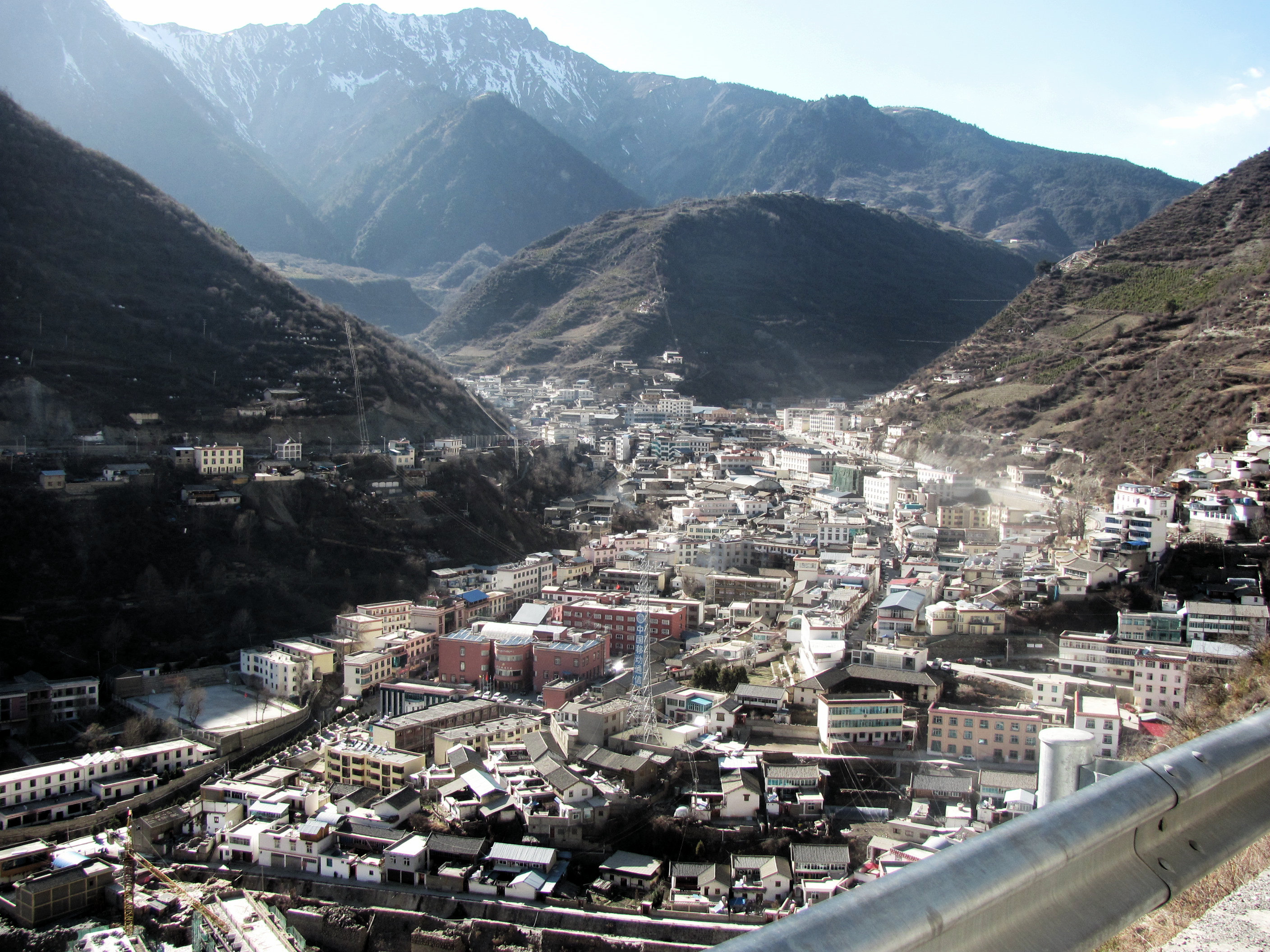
徳欽県市街地の眺望

- 雲南省德欽県医院
- 德欽県婦幼保健院
- 德欽県衛生防疫站

## 名所・旧跡・観光スポット
- 三江併流（ユネスコの世界遺産（自然遺産）